# Jan-Carl Raspe
Jan-Carl Raspe (Seefeld, 1944. július 24. – Stuttgart, 1977. október 18.) a nyugatnémet Vörös Hadsereg Frakció szélsőbaloldali terroristaszervezet tagja.
1961-ben, a berlini fal építése előtt Kelet-Berlinből a város nyugati felébe költözött a nagybátyjához és nagynénjéhez. 1967-ben társalapítója volt a Kommune 2 nevű kommunának. 1970-ben csatlakozott a Vörös Hadsereg Frakcióhoz. 1972. június 1-jén Andreas Baaderrel és Holger Meinsszel egy frankfurti garázshoz ment, ahol a gyújtóbombákhoz szükséges anyagokat tárolták. A rendőrség megrohanta őket, és Raspe, aki a csapat autójánál maradt, rálőtt a rendőrökre, és megpróbált elmenekülni, de nem tudott, mert a rendőrök őrizetbe vették egy közeli kertben.
1977. április 28-án a bíróság életfogytiglani börtönbüntetésre ítélte. Október 18-án, amikor eredménytelenül fejeződött be a RAF-vezetők kiszabadítására indított túszejtés, társaival együtt öngyilkosságot követett el a stuttgarti Stammheim börtönben. A hivatalos vizsgálat szerint egy becsempészett fegyverrel lőtte le magát. A kollektív öngyilkosságról szóló bejelentést sokan megkérdőjelezték.